# Gartner Group
Gartner é uma empresa de consultoria fundada em 1979 por Gideon Gartner.
A Gartner desenvolve tecnologias relacionadas a introspecção necessária para seus clientes tomarem suas decisões todos os dias. A Gartner trabalha com mais de 10.000 (dez mil) empresas, incluindo CIOs e outros executivos da área de TI, nas corporações e órgãos do governo. A companhia consiste em Pesquisa, Execução de Programas, Consultoria e Eventos.
Fundada em 1979, por Gideon Gartner, a empresa mantém sua sede em Stamford, Connecticut, Estados Unidos, e tem mais de 5700 (cinco mil e setecentos) associados, incluindo analistas, pesquisadores e consultores em mais de 85 (oitenta e cinco) países pelo mundo.